# Repetició màxima
A l'hora d'entrenar amb peses, s'acostuma a anomenar repetició màxima (o 1RM) a la quantitat màxima de pes que algú pot suportar de càrrega en determinats exercicis a realitzar en una repetició. La repetició màxima s'utilitza especialment com a mètode per a les competicions de potència i halterofília i serveix per establir el límit de força de determinada persona.

## Mètodes
Existeixen diversos mètodes per tal de calcular la repetición màixma, la més comuna, no obstant, és provant cuant de pes es pot arribar a aixecar, i si s'aconsegueix, s'incrementa el pes fins que falli l'aixecament. També existeixen fórumles que prediuen l'1RM tenint en compte les repeticions realitzades i el pes utilitzat. S'ha de posar en relleu que aquestes fórumles són aproximacions i poques vegades arriben a ser exactes.

### Fórmula 1
{\displaystyle 1RM=\left[\left({\frac {r}{30}}\right)+1\right]\times w}

### Fórmula 2
{\displaystyle 1RM={\frac {w}{\left[1.0278-\left(0.0278\times r\right)\right]}}}

### Fórmula 3
{\displaystyle 1RM=w\times {\frac {36}{\left(36-r\right)}}}